# Eparchia bielowska
Eparchia bielowska – jedna z eparchii Rosyjskiego Kościoła Prawosławnego, z siedzibą w Bielowie. Należy do metropolii tulskiej.
Erygowana przez Święty Synod Rosyjskiego Kościoła Prawosławnego 28 grudnia 2011 poprzez wydzielenie z eparchii tulskiej i bielowskiej. Obejmuje terytorium części rejonów obwodu tulskiego. Jej pierwszym ordynariuszem został biskup bielowski i aleksiński Serafin (Kuźminow). Katedrą eparchii jest sobór Trójcy Świętej w Bielowie.